# Pavla Mautnerová
Pavla Mautnerová (17. září 1919 Brno – 2001 Haifa, Izrael) byla česká malířka, partnerka Roberta Piesena.

## Život
Pavla Mautnerová, rodným jménem Brüllová, se narodila v rodině Emila Brülla (1889–1942) a Pavly, rozené Mazurkové, v Brně, kde žili v Divadelní ulici. Otec židovského původu byl deportován v roce 1942 do Terezína a v témže roce zahynul na cestě do koncentračního tábora. Díky tomu, že matka byla evangelička a dceru tak také zapsala, podařilo se jim válku přežít. Pavla po absolvování reálného gymnázia v Brně roku 1939 odešla do Prahy, kde se zprvu živila jako úřednice, v pozdějších letech se snažila živit ruční výrobou hraček. Krátce po skončení války se 24. listopadu 1945 provdala za Arnošta Viktora Mautnera (* 1924 v Budapešti), který také pocházel z židovské rodiny, avšak později byl pokřtěn a zapsán jako římský katolík. Již následující rok zažádala o vydání cestovního pasu pro cestu do Itálie, ale zda skutečně vycestovala, není jisté. Její manželství podle všeho nemělo dlouhého trvání, neboť již v roce 1948 se do bytu ve Veletržní ulici 29, který předtím obývala s manželem, nastěhoval nový partner malíř Robert Piesen, jenž se do Prahy také přistěhoval z Brna a s nímž začala na dlouhou dobu tvořit pár.
Od konce 50. let se intenzivně věnovala malířství. Spolu se svým partnerem Robertem Piesenem byla členkou připravované skupiny Konfrontace. K jejich blízkým přátelům patřil Aleš Veselý, který bydlel ve stejném domě v Holešovicích, kde měli od roku 1948 byt a ateliér, dále Mikuláš Medek, Richard Fremund či Jitka Kolínská ze skupiny Máj 57. Od roku 1963 Pavla Mautnerová vystavovala rovněž se skupinou Křižovatka. Kromě Prahy trávil pár také několik týdnů v roce pobytem v Jeseníkách v Rejvízu.
Roku 1965 odjela s Robertem Piesenem do Curychu, kde připravoval výstavu. Do Československa se už nevrátili a zprvu žili ve Vídni, poté střídavě ve Vídni a Ein Hodu v Izraeli. V umělecké kolonii Ein Hod žila Mautnerová s Piesenem v malém kamenném domku, který jim sloužil zároveň jako ateliér. Ve Vídni pobývali ve vlastním bytě v domě, jehož polovinu Mautnerová zdědila, ale nakonec kvůli nutným opravám při nedostatku financí prodala.
V 90. letech žila a tvořila v Haifě. Její díla jsou ceněna na aukčním trhu. Roku 2013 se její dílo Bez názvu z 60. let vydražilo v Praze za 5 539 dolarů Svatá krajina za 4 157 dolarů.

## Dílo
Obrazy Pavly Mautnerové jsou obvykle formálně řazeny k informelu, ale její osobitý abstraktní projev, který zahrnuje náhodně vznikající struktury i vyváženou barevnost, má meditativní charakter. Odráží vliv Roberta Piesena i její vztah k umění Orientu, Byzanci a tajemství středověkých katedrál. Stejně jako Piesen využívala vnitřní bohatost a poetiku proměnlivé struktury rychle schnoucí barevné hmoty a s oblibou pracovala s hlubokými tóny barev, jež obohacovala zlacením. Její složité a několikavrstevné kompozice užívají lakovou techniku, jaká hrála významnou roli ve starém čínském umění.
Na její spiritualitě se projevila tragika osobní perzekuce za druhé světové války. Proces osvobozování z paralyzující atmosféry strachu a úzkosti dal vzniknout cyklu obrazů, vyzařujících vnitřní sílu, hloubku a klid kontemplace. Názvy jejích obrazů souvisejí s křesťanskými symboly (Sakrální objekty, Triptychy a Veroničiny roušky). a jejich tvar někdy připomíná malé domácí gotické oltáříky.
Na pozdní dílo Pavly Mautnerové, které svou barevnou intenzitou připomíná staré ikony (Bez názvu, 1961), měla rozhodující vliv česká gotika. Nelomené zářivé barvy purpurové červeně a nebeské modři uvádějí do duchovního světa raného středověku, ale svou abstraktní formou se jednoznačně řadí k umění druhé půle 20. století.
V Izraeli si její projev i nadále uchoval abstraktní meditativní podobu, obohacenou metodou koláže o konkrétní prvky (Hommage a Botticelli, M. Grünwald). Přestože v bývalém Československu bylo možné chápat náboženskou symboliku jako protest, Mautnerová se novozákonním tématům věnovala i v emigraci a její dílo tak vyjadřuje bytostný zájem o lidské utrpení i akt milosrdenství. Zájem o světlo a jeho symbolický význam nalezl zvláštní rozvinutí v práci se sklem.

### Zastoupení ve sbírkách
- Národní galerie v Praze
- Galerie hlavního města Prahy[15]
- Galerie Klatovy / Klenová
- Galerie moderního umění v Hradci Králové
- Severočeská galerie výtvarného umění v Litoměřicích
- Galerie výtvarného umění v Ostravě
- Galerie výtvarného umění v Náchodě
- Tel Aviv Museum of Art, Tel Aviv
- Židovské muzeum v Praze[16]

### Výstavy

#### Autorské
- 1966 Robert Piesen, Pavla Mautnerová, Galerie Chemerinsky, Tel Aviv
- 1967 Robert Piesen, Pavla Mautnerová, Galerie Ein Hod
- 1973 Robert Piesen, Pavla Mautnerová, Wiener Secession, Vídeň
- 1996 Pavla Mautnerová, Robert Piesen, Galerie U Bílého jednorožce, Klatovy
- 2003 Pavla Mautnerová: Koláže, obrazy, Galerie Franze Kafky, Praha

#### Společné (výběr)
- 1963 Rychnov 1963, Zámek Rychnov nad Kněžnou
- 1964 Křižovatka, Galerie Václava Špály, Praha
- 1964 Rychnov 1964, Zámek Rychnov nad Kněžnou
- 1991 Český informel. Průkopníci abstrakce z let 1957-1964, Praha
- 1994 Šedá cihla 66/1994 Exil, Galerie U Bílého jednorožce, Klatovy
- 1998 Český informel ve „Ztichlé klice“ 1958-1965 / Czech Informel at “Ztichlá klikaˮ 1958-1965, Galerie Ztichlá klika, Praha
- 1999/2000 Umění zrychleného času. Česká výtvarná scéna 1958 - 1968, Praha, Galerie výtvarného umění v Chebu
- 2002 Anima & Animus (manželské páry v generaci 60. let), Galerie Zlatá husa, Praha
- 2003/2004 Umění je abstrakce. Česká vizuální kultura 60. let, Jízdárna Pražského hradu, Uměleckoprůmyslové muzeum, Brno, Muzeum umění Olomouc, Galerie U Bílého jednorožce, Klatovy
- 2004 Šedesátá / The sixties ze sbírky Galerie Zlatá husa v Praze, Dům umění města Brna
- 2006 Šedesátá / The sixties ze sbírky Galerie Zlatá husa v Praze, Galerie umění Karlovy Vary
- 2006 České poválečné umění, Galerie U Betlémské kaple, Praha
- 2006 České umění XX. století: 1940-1970, Alšova jihočeská galerie
- 2007/2008 Exotismy ve výtvarném umění XX. století v Čechách a na Moravě, České muzeum výtvarných umění, Praha, Galerie výtvarného umění v Hodoníně, Dům U Jonáše, Pardubice, Galerie výtvarného umění v Chebu
- 2008 České a slovenské výtvarné umenie šesťdesiatych rokov 20. storočia, Galéria Miloša Alexandra Bazovského v Trenčíne, Galéria Petra Michala Bohúňa, Liptovský Mikuláš
- 2008/2009 České a slovenské výtvarné umění šedesátých let 20. století, Zámek Zlín, Dům umění, Zlín, Dům umění, Ostrava
- 2009 Česká grafika šedesátých let ze sbírek Galerie moderního umění v Hradci Králové: Část I – Struktura a exprese, Galerie moderního umění v Hradci Králové
- 2013 Od informelu k figuře, Galerie Slováckého muzea, Uherské Hradiště
- 2016 Meziprůzkumy: Sbírka AJG 1300-2017, Alšova jihočeská galerie v Hluboké nad Vltavou
- 2017 Příliš mnoho zubů - České a slovenské umění šedesátých let ze sbírky Galerie Zlatá husa a Musea Kampa, Museum Kampa - Nadace Jana a Medy Mládkových, Praha
- 2019 Tkáň: Informelní tendence českého umění ve sbírkách Alšovy jihočeské galerie, Galerie výtvarného umění, Náchod